# Кыргызская государственная академия физической культуры и спорта
Кыргызская государственная академия физической культуры и спорта им. Б.Т.Турусбекова  — академия физической культуры в г. Бишкек, Киргизия, единственный в республике вуз в области физической культуры и спорта. Основана в 1955 году как Киргизский государственный институт физической культуры (КГИФК).

## История
Киргизский государственный институт физической культуры был основан Постановлением Совета Министров Киргизской ССР от 15 июля 1955 года № 5353-Р. Первый штат преподавателей комплектовался из специалистов других вузов, большую роль сыграл Ленинградский институт физической культуры имени П. Ф. Лесгафта, направивший 17 преподавателей и выпускников для работы в КГИФК, среди которых был первый ректор КГИФК Леонид Федорович Егупов.
На 1 января 1960 года в институте было 12 кафедр, на которых обучались 498 студентов, преподавали 58 преподавателей. Помимо учебных аудиторий, в институте были лаборатории химии, физиологии, анатомии, врачебного контроля и гигиены, спортивные площадки, библиотека из более, чем 31 тысячи книг.
В 1965 году институт получил новое здание учебного корпуса (ул. Ахунбаева, 97), где располагается и поныне.
3 мая 2005 года Указом президента Киргизской Республики институт был преобразован в академию. На декабрь 2020 года в академии обучалось 1432 студента, работали 295 преподавателей. Всего за годы существования в КГАФКиС прошло обучение более 13 тысяч специалистов.